# Oneille

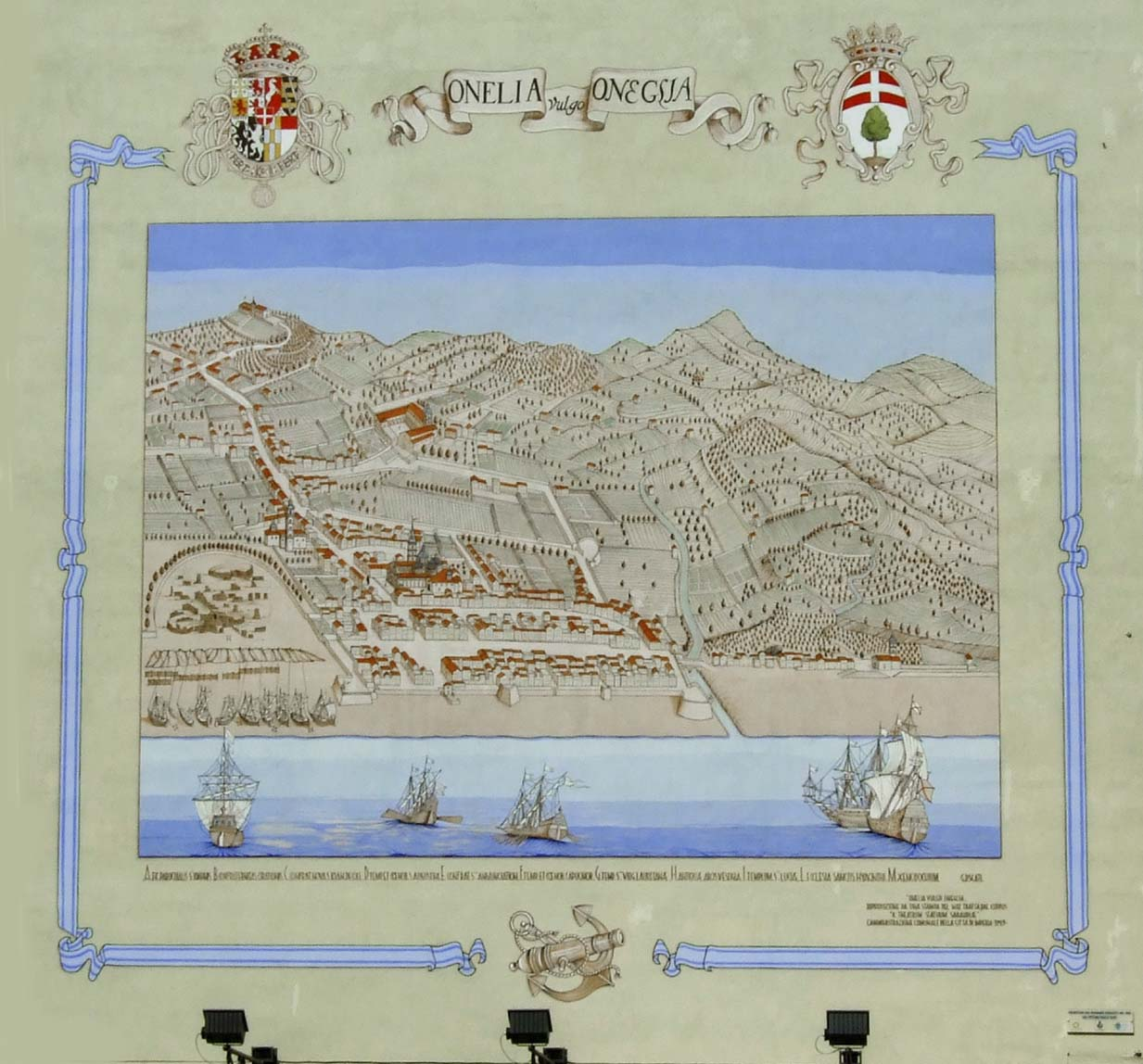
Représentation d'Oneille au XVIIIe peinte sur une façade d'un immeuble à Imperia.

Oneille (Oneglia en italien) est une ancienne commune italienne en Ligurie ayant fusionné avec Porto Maurizio pour constituer la commune d'Imperia en 1923. Elle est devenue l'un des rioni (principaux centres habités, équivalents à quartiers).
Durant de nombreux siècles, elle fut une principauté. Le dialecte de ses habitants est plus proche du piémontais que du ligure.

## Principauté d'Oneille

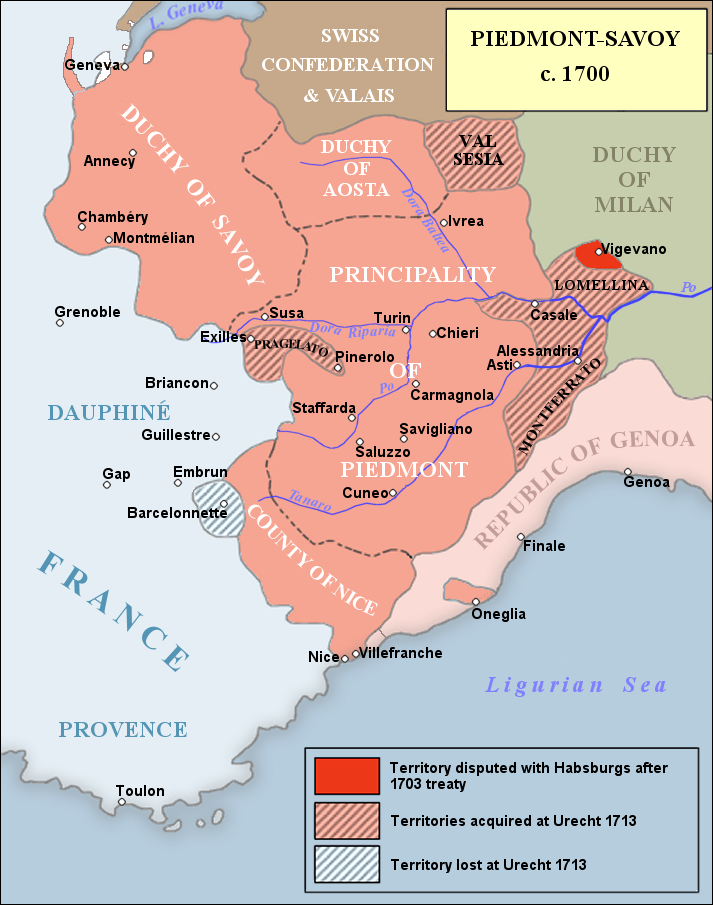
Les États de Savoie vers 1700.

La Principauté d'Oneille, dont le terroir était très fertile en vins, huiles et fruits, appartenait autrefois à la maison Doria qui la vendit avec ses environs au duc de Savoie, Emmanuel-Philibert en 1579, en restant enclavée dans la seigneurie puis république de Gênes.
La ville d'Oneille n'était pas fortifiée et a été assiégée dans plusieurs guerres d'Italie. Elle fut attaquée par les troupes espagnoles, en 1613, lors de la guerre de succession de Montferrat. 
En outre elle disposait d'un port sur la mer Méditerranée et nourrissait des échanges réguliers avec Marseille au XVIIIe siècle, notamment pour la vente de l'huile d'olive qui entrait dans la composition du savon de Marseille.
La principauté d'Oneille, qui comportait 53 bourgs ou villages, est divisée en 3 vallées :
1. la vallée d'Oneille qui commence à Oneille et finit à San Lorenzo
2. la vallée de Maro[2] en latin vallis Mari ou Macri  situé sur la gauche de la rivière Impéria et s'étend de San Lorenzo à San Bernardo puis se joint à la vallée de Pieve di Teco
3. la vallée de Préla, en latin vallis Pertræ Latæ à l'occident des deux autres et qui va se joindre au val de Port Maurice et à Dolcedo

De 1614 à 1796, puis de 1814 à 1848, le territoire d'Oneille a été le siège de l'une des préfectures du ressort du Sénat de Nice.
Pendant la guerre de la première coalition, et après avoir conquis Nice, le général français Anselme, avec l'amiral Truguet, planifia la conquête de la ville d'Oneille. Le 23 novembre 1792 la flotte française se présenta devant la ville et une délégation fut envoyée aux autorités de la ville pour négocier la reddition, mais elle fut reçue à coups de fusil, qui blessa le commandant de la délégation et tua sept délégués près de lui. La ville a été bombardée le même jour et occupée le lendemain et n'a été abandonnée par les troupes françaises qu'après l'avoir mise à sac.
Restée sous la domination française, son administration fut confiée en avril 1794 à un commissaire révolutionnaire en la personne de Philippe Buonarroti.
En 1797, la principauté d'Oneille avec notamment le comté de Loano furent cédés par la France à la République ligurienne, avant dêtre intégré dans le département français de Montenotte en 1805.

## Quartier Oneille
En 1956, une fontaine du sculpteur Virgilio Audagna est installée au centre de la place Dante.
Le port d'Oneille est divisé en deux parties: Le port de plaisance et pour les petits bateaux de pêche (molo lungo), et le port de marchandises contenant deux grues, restes d'une période passée de forte activité navale de la ville. Le port est une destination de choix pour amarrer les méga-yachts. En 2019, une compétition est lancée pour rénover les grues du port de marchandises. En 2024, la municipalité présente le port d'Oneille complètement rénové.

## Maro et Prélat
Les seigneuries de Maro (également écrit Marro) et de Prélat (également Presla ou Prela) étaient des seigneuries enclavées dans la principauté d'Oneille. Ces deux seigneuries furent cédées avec le comté de Tende, au duc de Savoie Charles-Emmanuel.

## Oneille dans la littérature
- C'est un fait divers ayant eu lieu dans cette région qui a inspiré Leonardo Sciascia pour son roman 1912 + 1.

## Personnalités
Sont nés à Oneille :
- Andrea Doria (1466-1560), condottiere et amiral de Gênes
- Edmondo De Amicis (1846-1908), écrivain, journaliste et pédagogue italien
- Luciano Berio (1925-2003), compositeur italien

La famille de Manuel Belgrano, créateur du drapeau de l'Argentine, est originaire d'Oneille. La principauté a joué un rôle prépondérant dans l'indépendance de l'Argentine. La commune d'Imperia est jumelée avec la commune argentine de Rosario. Chaque année, le cercle culturel Manuel Belgrano d'Oneille organise la fête du drapeau argentin.
Le poète Angiolo Silvio Novaro décède dans la Casa Rossa à Oneille en 1938. Le clown suisse Grock fit bâtir la villa Grock sur les hauteurs d'Oneille.